# 160-я стрелковая дивизия (СССР, 1941)
160-я стрелко́вая диви́зия — общевойсковое тактическое соединение РККА в Великой Отечественной войне.
Полное наименование (в конце войны) — 160-я стрелковая Брестская Краснознамённая дивизия.
Сокращенное наименование — 160-я сд.
Образована в соответствии с директивой заместителя Наркома обороны СССР № Орг./2/540124 от 19.09.1941 путём переименования 6-й Московской стрелковой дивизии народного ополчения (Дзержинского района). В составе Действующей армии с 26.09.1941 — 01.02.1944 и 01.03.1944 — 09.05.1945.
При присвоении воинского номера произошла ошибка и дивизии был дан номер уже занятый существующей с 1940 года 160-й стрелковой дивизии, которая на тот момент воевала в составе Брянского фронта, считалась уничтоженной, но сумела выйти из окружения с боевым знаменем.

## Боевой путь

### 1941 год
Оборонительный период Московской битвы
В конце сентября немецкие войска завершали подготовку к генеральному наступлению на Москву с кодовым названием операция «Тайфун». 24-я и 43-я армии Резервного фронта противостояли рославльской группировке противника — 4-й полевой армии и 4-й танковой группе вермахта.
160-я стрелковая дивизия занимала тыловой рубеж 24-й армии Резервного фронта западнее и северо-западнее Ельни. Штаб дивизии дислоцировался в деревне Мойтево. Части дивизии продолжали мероприятия по переформированию в кадровый состав, занимались укреплением своей полосы обороны, проводили занятия по боевой и политической подготовке.
2 октября наступление немцев началось с мощной артподготовки и прорыва обороны на левом фланге Резервного фронта и стремительного танкового наступления по шоссе Рославль — Юхнов.
2—5 октября в районе дислокации 139-й и 160-й дивизий 24-й армии части противника наносили охватывающие удары, стремясь занять Ельню.
4 октября Рославльская группировка заняла Спас-Деменск, окружив дивизии 24-й армии в районе Ельни.
5 октября, пытаясь выйти из окружения, 160-я дивизия оставила Ельню и выдвинулась в северо-восточном направлении.
2—5 октября, неоднократно атакованная противником, дивизия вышла в район Волочка, к расположению штаба 24-й армии.
7 октября южная группировка немецких войск, наступавшая в направлении Рославль — Юхнов — Вязьма, и северная, наступавшая в направлении Духовщина — Вязьма, соединились восточнее Вязьмы и создали кольцо окружения 19-й, 20-й, 24-й и 32-й армий Западного и Резервного фронтов.
9 октября в районе деревни Таборы крупные фашистские части преградили путь движению 160-й дивизии. Начался бой, который для 160-й дивизии оказался последним. Сражение закончилось с наступлением темноты. Личный состав понёс большие потери, вышло из строя большинство артиллерийских орудий, закончились снаряды. Погиб командир дивизии полковник А. И. Шундеев.
10 октября разрозненные группы бойцов дивизии мелкими группами с боями продвигаются на восток, к линии фронта. При выходе из окружения удалось сохранить боевые знамёна дивизии и полков. Большинство бойцов погибло в боях или ушли к партизанам.
В середине октября личный состав частей и подразделений 160-й дивизии, вышедших из окружения, собрался на пункте сбора в Московском институте инженеров транспорта, где в своё время началось формирование 6-й дивизии народного ополчения. Сбор остатков дивизии производил командир разведывательного батальона командарм 2-го ранга Ф. М. Орлов.
Постановлением Военного Совета Западного фронта № 01345 от 26.10.1941 определено восстановление 160-й стрелковой дивизии к 06.11.1941 с назначением командарма 2-го ранга Ф. М. Орлова временно исполняющим должность командира дивизии. Формирование дивизии проходило в районе станции Гжель, Раменского района Московской области. Штаб дивизии располагался в деревне Минино Раменского района.

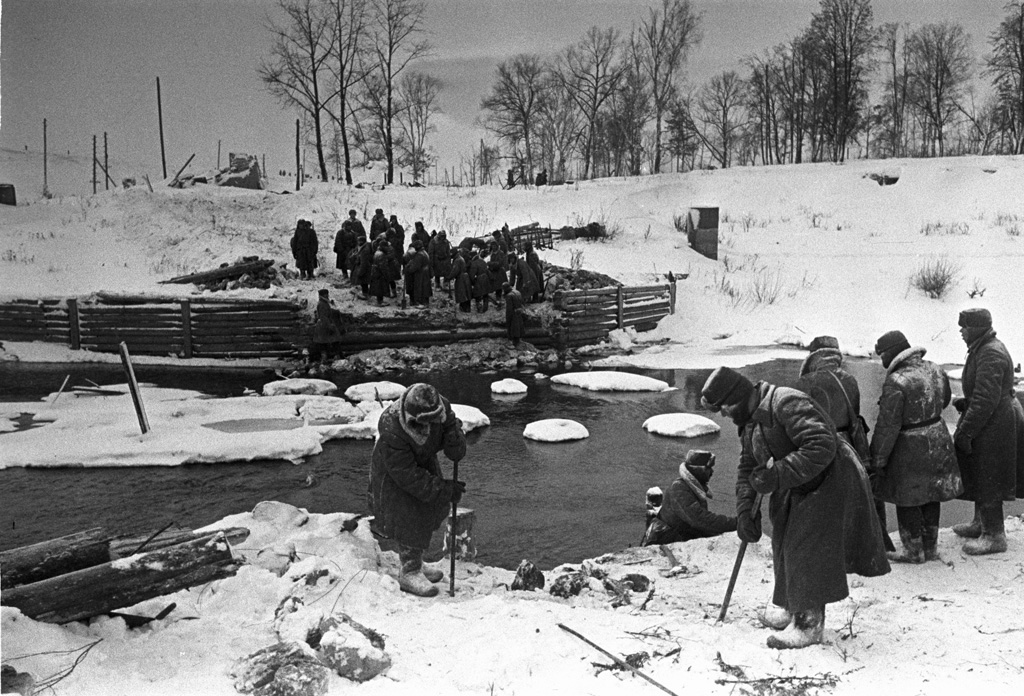
Разминирование моста после освобождения Наро-Фоминска

### 1942 год

#### Наро-Фоминско-Боровская операция
6 января дивизия поступает в распоряжение 33-й армии генерал-лейтенанта Михаила Григорьевича Ефремова. В тот же день дивизия выступила по маршруту Гжель → Москва → Наро-Фоминск. Пункта назначения, города Наро-Фоминск, освобождённого 27.12.1941 222-й сд, дивизия достигает 8 (9) января. На этом момент дивизия имеет большой некомплект в личном составе и вооружении
10 января 1293 и 1295 сп с 973 ап заняли позиции западнее реки Нара и приняли участие в боях вместе с наступавшей 222-й стрелковой дивизией. Затем, по приказу командующего 33-й армией, дивизия выступила в район Боровска (освобождён в 6:00 4.01.1942 года, 93-й и 113-й сд) и приняла участие в разгроме верейской группировки противника.

#### Можайско-Верейская операция
15-16 января 1293 сп освободил Аграфенино, Маломахово, Рыжково, Ефаново, Секирино.
16 января 160-я стрелковая дивизия потеснила противника с рубежа реки Исьма и освободила Татищево, Спас-Косицы, Устье, Старые Глинки.
17 января 1293-й полк вплотную подошёл к окраинам Вереи, дальнейшее движение дивизии было блокировано огнём противника, к 18 января по проложенной дороге подтянули артиллерию.
19 января Верея была освобождена при активном содействии 1293 сп полка дивизии, обеспечивающего южные фланги частям других дивизий.
24 января части дивизии маршем из Боровска движутся в район села Шанского Завода и к вечеру 1295 сп занимает его. Наступление имело своей целью последующее движение в район Вязьмы. Штаб дивизии расположился в Никулино, немцы дважды за день бомбардировали его. Развить наступление не удалось из-за сильного сопротивления противника.
25-26 января Идут бои северо-западнее Шанского Завода (Шевнево, Азарово, Водопьяново).
26 января дивизия сосредотачивается в деревне Ивлево.

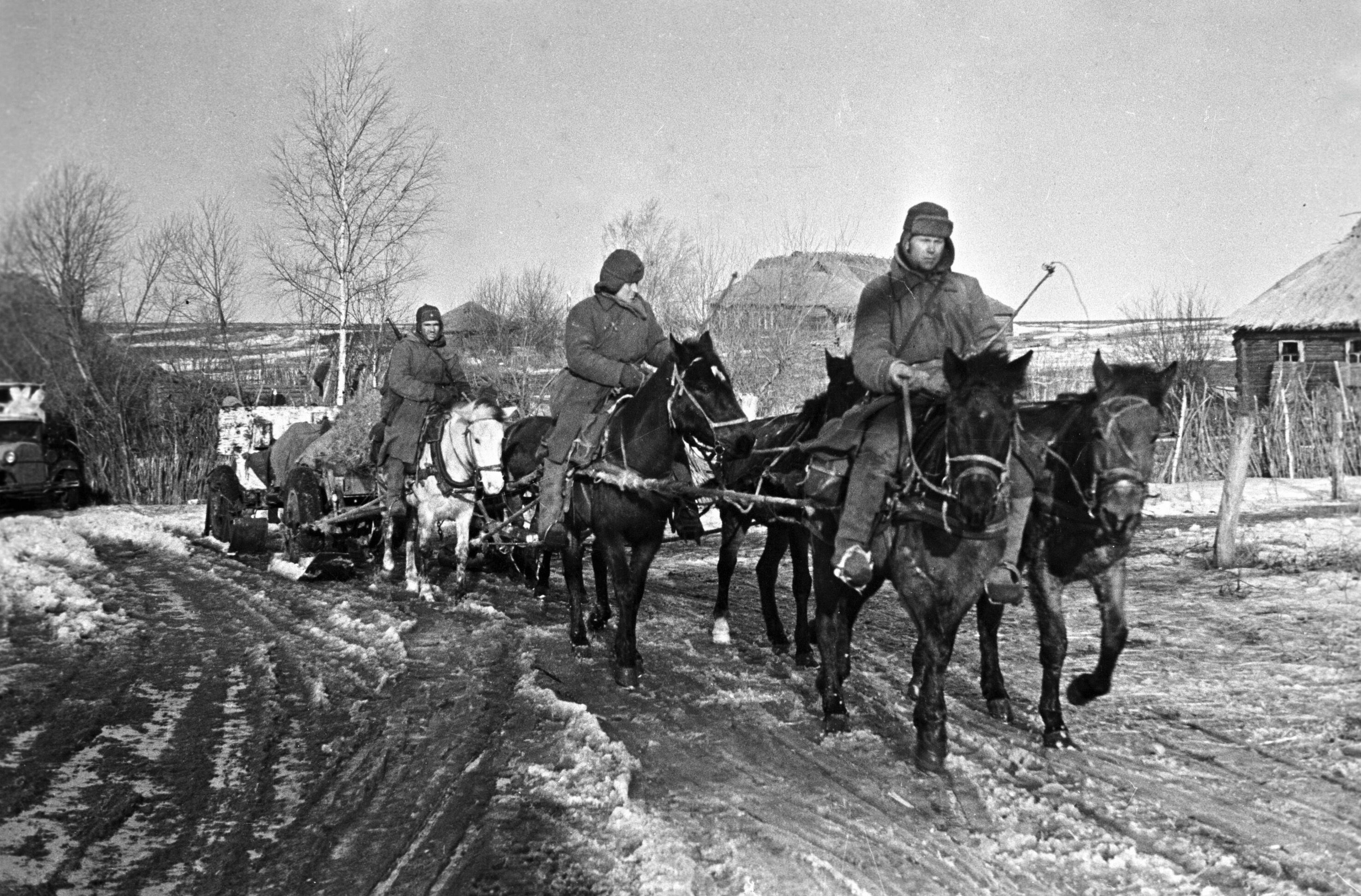
Артиллерия северо-западнее Вязьмы

#### Ржевско-Вяземская операция
28 января дивизия входит в состав главной группировки 33-й армии для наступлении на Вязьму. Город приказано было взять 2 февраля. Дивизия следует к месту назначения по маршруту Ивлево—Беклеши—Зубово — Износки. Наступление осложнялось снегопадами и морозом. В районе Зубово части дивизии были обстреляны миномётным огнём.
29—30 января 160, 113 и 338 сд наступают на запад, под давлением авиации и преодолевая сопротивление противника, наступают на запад в район рубежа Пажога, Дмитровка, Дрожжино. 29 января штаб дивизии и командование расположилось в деревне Гридёнки. При бомбардировке был тяжело ранен командир дивизии, Фёдор Михайлович Орлов. Временно исполнять обязанности комдива поручено начальнику штаба подполковнику В. М. Русецкому. Авангардный 1295 сп преодолевает Гридёнки, Белый Камень и Пинашино и форсируют реку Угра . 1293 стрелковый полк был возвращён из Валухово в Износки из-за угрозы атаки противников штаба 33-й армии. К концу дня 30 января были израсходованы все запасы продовольствия и фуража, регулярное снабжение из-за снежных заносов на дорогах и атак противника было прекращено. Дивизия фактически переходит на самозаготовки.
31 января дивизия выходит к шоссейной дороге Юхнов—Вязьма. Передовые части дивизии достигают восточной окраины села Лядное, где уже вела бои 338-я стрелковая дивизия. 1297 полк сосредоточен в селе Красное. 1295 полк ведёт бои в районе деревни Кошуны. Наступление полка было остановлено в районе деревни Ермаки сильным пулемётным и миномётным огнём противника
02 февраля года дивизия достигает района Блохино—Коршуны—Лядное. 1295-й стрелковый полк у деревни Лядо (9 км южнее Вязьмы) встречает сильное сопротивление противника. В районе Лосьмино части дивизии попали под сильный миномётный огонь противника. 1295-му полку удаётся захватить железную дорогу Вязьма—Киров.
03 февраля противник в 200 атаковал с юга Захарово и занял его, вытеснив батальон 266 сп 93-й стрелковой дивизии. К концу дня немцы наступали по магистрали Гжатск—Юхнов и заняли Пинашино и Савино, перерезав пути сообщения 33-й армии. Батальон 266 сп и 1293 полк 160-й дивизии под командованием генерал-майора В. А. Ревякина пытаются сорвать контратаку противника, угрожающую привести к окружению 33-й армии, наступающей на Вязьму, но результата их действия не принесли. Несмотря на усилия 43-й армии немецкие войска окружили дивизии 33-й армии.
04 февраля 160-я дивизия была атакована противником со стороны Вязьмы и планы взять город были окончательно сорваны. Дивизии главной группировки начинают отступление. После неуспешных боёв за Ястребы, 1295 отходит к Дашковке, 1295 — к Горожанке.
05 февраля в бою был убит комиссар 160-й дивизии, товарищ Зенюхов.
08 февраля 160-я дивизия, занимая селение Горожанка, ведёт бои за н/п Дашковка, Ястребы и Юрино Вяземского района Смоленской области. На этих позициях дивизия оставалась до конца февраля, испытывая значительную нужду в боеприпасах и продовольствии.
02 марта частью сил дивизия перешла в наступлении в направлении Шеломцы.
08 марта Комдив Ревякин снят Ефремовым за пьянство. Командиром дивизии 11 марта становится Якимов, Николай Никитович.
17 марта дивизия ведёт бои за деревню Новая Лука.
20 марта дивизия сражается в районе деревень Дорки — Борисенки.
22 марта в районе Беляево был ранен и выбыл из строя командир дивизии, полковник Якимов.
В начале апреля года 160-я дивизия ведёт бои местного значения, оторванная от других дивизий Ефремова. 13 апреля связь со штабом 33-й армии была потеряна, а 15 апреля командарм Ефремов покончил жизнь самоубийством. Части дивизии начали беспорядочный и разрозненный отход на восток, стремясь выйти из окружения.
20 апреля из окружения выходит командир дивизии, полковник Якимов
Выход из окружения остатков дивизий 33-й армии в целом был завершён к маю.

#### Апрель—август 1942 года
25 апреля штаб дивизии располагается в деревне Меленьтево. Строятся пулемётные ДЗОТы, Износки превращается в узел сопротивления, на случай наступления немцев с запада. Части дивизии на марше по маршруту Гриденки—Износки—Черемошня. Фактически дивизия состоит из одного 1293 сп, который не попал в окружение, из-за перевода в Износки 30 января. Обязанности командира дивизии временно исполняет полковник Эрнест Жанович Седулин.
28 апреля дивизия перемещалась по маршруту Ивлево—Исаково.
4-5 мая дивизия размещается в Боровском районе для доукомплектования и обучения новобранцев. Штаб дивизии располагался в Тишнево.. Здесь дивизия находилась до конца мая, проводились учебные занятия по тактике и боевой подготовки, ремонтировались дороги.
31 мая дивизия наступает в юго-западном направлении для отражения возможных атак противника.
02 июня передовые части дивизии встречают сопротивление противника на линии Шанский Завод — Гиреево. Противник силам до трёх пехотных дивизий удерживал населённые пункты Масаловка, Межетчина, Орлица, Матрёнино, урочище Ляухово, Степаники, Хопилово, Ивановское. Штаб дивизии располагался в Исаково.
Дивизии было приказано выступать в район Власьево — Исаково — Петровск. 1295 сп было приказано двигаться по маршруту Ново-Беляево — Петровск — Грибово —Смелый — Никулино — Шанский Завод — Становое — Шевнево — Азарово с целью занять участок обороны и укрепиться. 1293 сп приказано следовать по маршруту Кочетковка — Гусево — Гиреево — Ивлево — Глиньево. 1297 полк наступал: Ново-Беляево — Петровск — Грибово — Косицк — южная окраина Никулино — Ростово. 973 ап двигался по маршруту Ново-Беляево — Петровск — Гусево — Гиреево — Бизяево. Миномётному дивизиону приказано было занять позиции в лесу западнее Кузово. ОЗАБ должен быть выступить по маршруту Ново-Беляево — Петровск — Гусево — Гиреево — Шанский Завод — Бизяево. Учебному батальону было приказано двигаться Ново-Беляево — Петровск — Грибово — Косицк — Новое Никулино — Никулино — Шанский Завод. Штабу, разведчикам и связистам было приказано переместиться в Бизяево.
03 июня части дивизии достигли пунктов назначения и заняли оборонительные позиции. Штаб дивизии разместился недалеко от Бизяево.
08 июня из-за затяжных дождей окопы оказались залиты водой и их пришлось рыть заново.
12 июня уровень воды в Шане поднялся на 75 см, дороги развезло и они стали непроходимыми для автотранспорта.
25 июня штаб дивизии переместился в район северо-западнее Никулино.
30 июня периодически наблюдаются самолёты противники, части дивизии занимаются укреплением обороны и ремонтом дорог.
01 августа в частях дивизии обсуждается Сталина приказ № 227, известный как «Ни шагу назад!».
03 августа зенитным орудием дивизии был обстрелян немецкий самолёт Ю-88, после пяти прямых попаданий он пошёл на снижение.
04 августа состоялся парад по случаю вручения правительственных наград. Принимал его начальник политотдела 33-й армии, полковой комиссар Ф. С. Вишневецкий.

#### Первая Ржевско-Сычёвская операция
05 августа дивизия готовится к маршу в район западнее Износок по маршруту: (Ивлево — Фокино —Беклеши— Волынцы — Черемошня — Савино — Александровские хутора — Агафьино — Лукьяново)
06 августа 1295 сп сменил 774 сп 222-й стрелковой дивизии в районе обороны последнего на реке Истра. Части 160-й дивизии достигают пунктов назначения.
08 августа противник ведёт миномётные обстрелы позиций дивизии. В распоряжении дивизии поступает Первый Гвардейский Краснознамённый артиллерийский полк.
13 августа дивизия начинает наступление в западном направлении, к н/п Алфёрово— Луково (Смоленская область). Были заняты Хопилово (1295 полк) и Замятино (1297 полк)
14 августа наступление продолжается, дивизия ведёт бои в районах Игнатьево, Хопилово, Угрюмово, Ивановское.
18 августа после тяжёлых боёв 1297 полк занимает Павловское и посёлок Луково.
21 августа после освобождения Игнатьево дивизия останавливает наступление и переходит к обороне. На этих рубежах дивизия находилась до 7 марта 1943 года.
24 августа 1297сп перешёл в наступление и занял брод у Луково. Противник был отброшен на западный берег реки Воря, несмотря на упорное его сопротивление.
26 августа 1295 сп передал свой участок обороны 1297 сп и отошёл во второй эшелон, заняв рубеж Юрьево—Туровка—Малиновка.
27 августа рота 1297 сп форсировала Ворю и безуспешно пыталась овладеть деревней Дубровка.
31 августа 1297 сп выбивает противника с позиций у кладбища и церкви села Павловское. Из-за ошибки майора Кохова противник снова занял свои позиции и оттеснил 1297 сп от Павловского.
02 сентября 1297 сп уходит во второй эшелон, его сменяет 1295 сп.

### 1943 год
С 1 по 31 марта в дивизию входили полки 1134 и 1290 стрелковые полки 338 -ой дивизии.

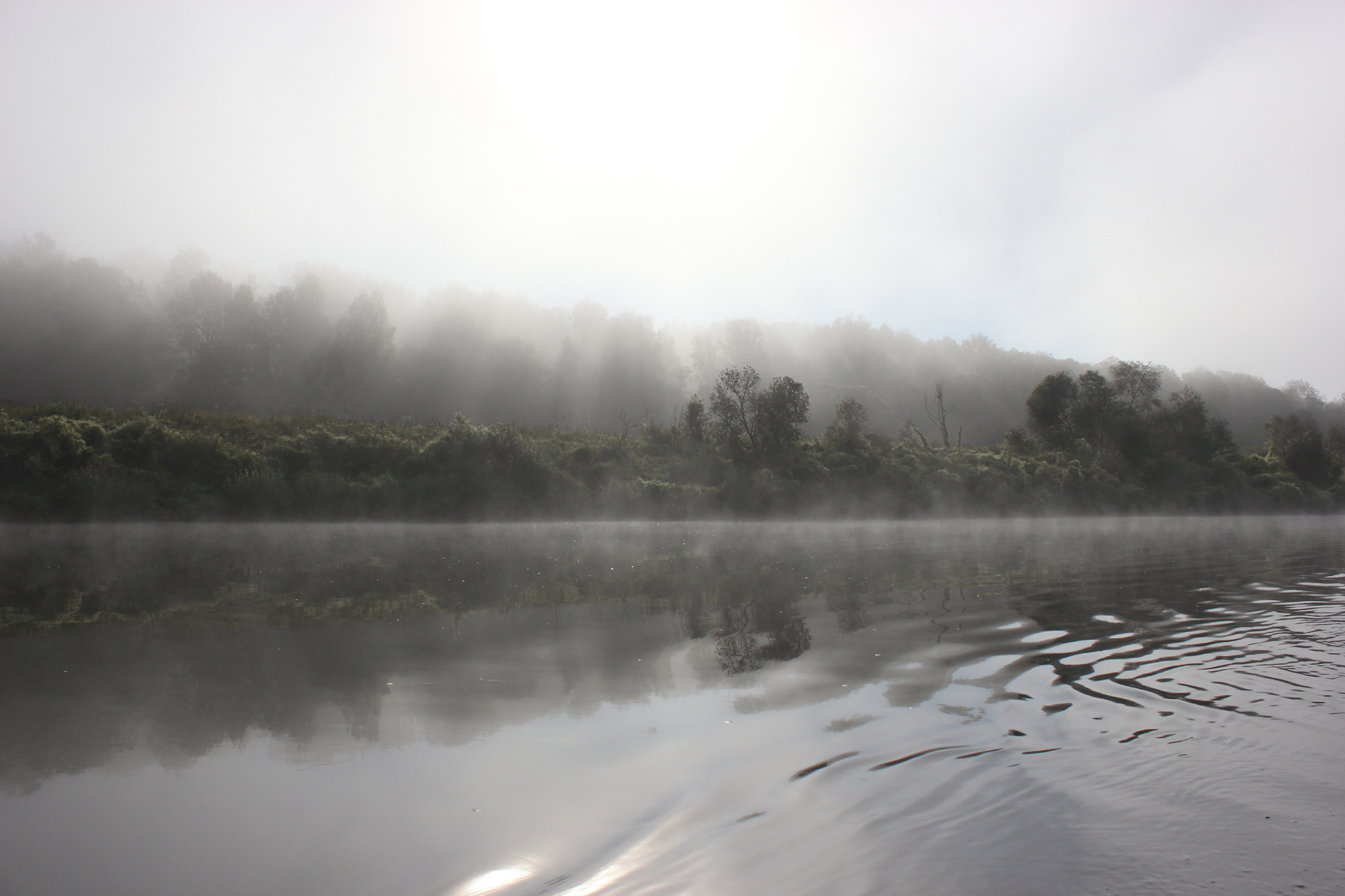
река Угра

С 18 февраля по 8 марта дивизией командует полковник Оборин Иван Иванович, 9- го (по другим источникам 15-го) марта его сменяет полковник Зарако-Зараковский, Болеслав Францевич. Готовясь к отступлению целью сокращения линии фронта (операция «Бюффель»), немцы жгли деревянные строения, взрывали мосты и каменные здания, железнодорожное полотно, травили колодцы. Особенно много пожаров наблюдалось в начале марта.
Дивизии противостояли на западном берегу Угры 282 и 289 полки 98-й пехотной дивизии Вермахта. Показания пленных указывали на то, отступление главных сил на юго-запад закончилось уже в конце февраля.

#### Вторая Ржевско-Вяземская операция
05 марта, после долгого перерыва, дивизия переходит к наступлению в западном направлении. Наступление, в основном, проходит по тем местам, где дивизия находилась в окружении в феврале-апреле 1942 года в ходе первой Ржевско-Вяземской операции. Части 1293 полка достигли траншей юго-восточнее Булгаково (Смоленская область, Тёмкинский район). Взят в плен боец 282 пехотного полка 98-й пехотной дивизии. Соседняя 222-я дивизия наступает в направлении Тёмкино.
В этот день 133-я стрелковая дивизия 49-й армии освобождает Юхнов.
6 марта 1297 и 1295 сп полки наступают в район северо-западнее Тулизово. Противник вёл пулемётный, автоматный, артиллерийский и миномётный огонь. Атаки дивизии успеха не принесли
8 марта началось преследование противника, отступающего на запад. В местах, где обнаруживалось слабое сопротивление, полки дивизии переходят в наступление. 1297 сп занимает Воскресенск, Мамуши, Валухово (Тёмкинский район Смоленской области). К концу дня дивизия овладела Тёмкино, Савостьяново, Желтухино, Замыцкое и двигалась к реке Угра.
09 марта дивизия заняла Шашурки, Коровино, Карпищево, Евсеево, Чертаново, урочище Подсев, Дорофеево, Долженки, Левкино.
10 марта 1293 сп занял деревни Понизовье и Куренки Смоленской области. 1297 сп освободил Абрамово. Ведутся бои за овладение деревней Прудки.
11 марта части дивизии преследуют отступающего по плану операции «Бюффель» противника (292 пехотная дивизия Вермахта), вступая в бой с отрядами прикрытия и преодолевая многочисленные минные поля. 1293 сп занимает деревни Федурнево, Дмитровка, Неонилово (Угранский и Вяземский районы Смоленской области) и ведёт наступление в направлении Лядное. 1295 сп занял Науменки, Лутное, Красное и преследует противника в направлении Сизово. 1297 сп следует из Морозово в Дрожжино—Карпово занимает Молодены.
12 марта части дивизии продолжают преследовать отступающего противника. 1293 сп занимает село Жулино (сейчас Ефремово), Вяловка и Лядное Вяземского района. В Жулино освобождено 70 мирных жителей, запертых в подвале церкви. 1295 сп занял Гатишино, Высокое, продолжая преследование в направлении Сизово. 1297 сп с боем взял Александровку и Карпово (Угранский район) и продолжил движение в направлении Коньшино—Ермаки. Наступление облегчается тем, что несмотря на то, что мосты взорваны противником, а берега и дороги заминированы, реки покрыты льдом. В этот день 3-й гвардейской мотострелковой дивизией (5 А), 144-й стрелковой дивизией (5 А) и 110-й стрелковой дивизией (33 А) освобождена Вязьма.

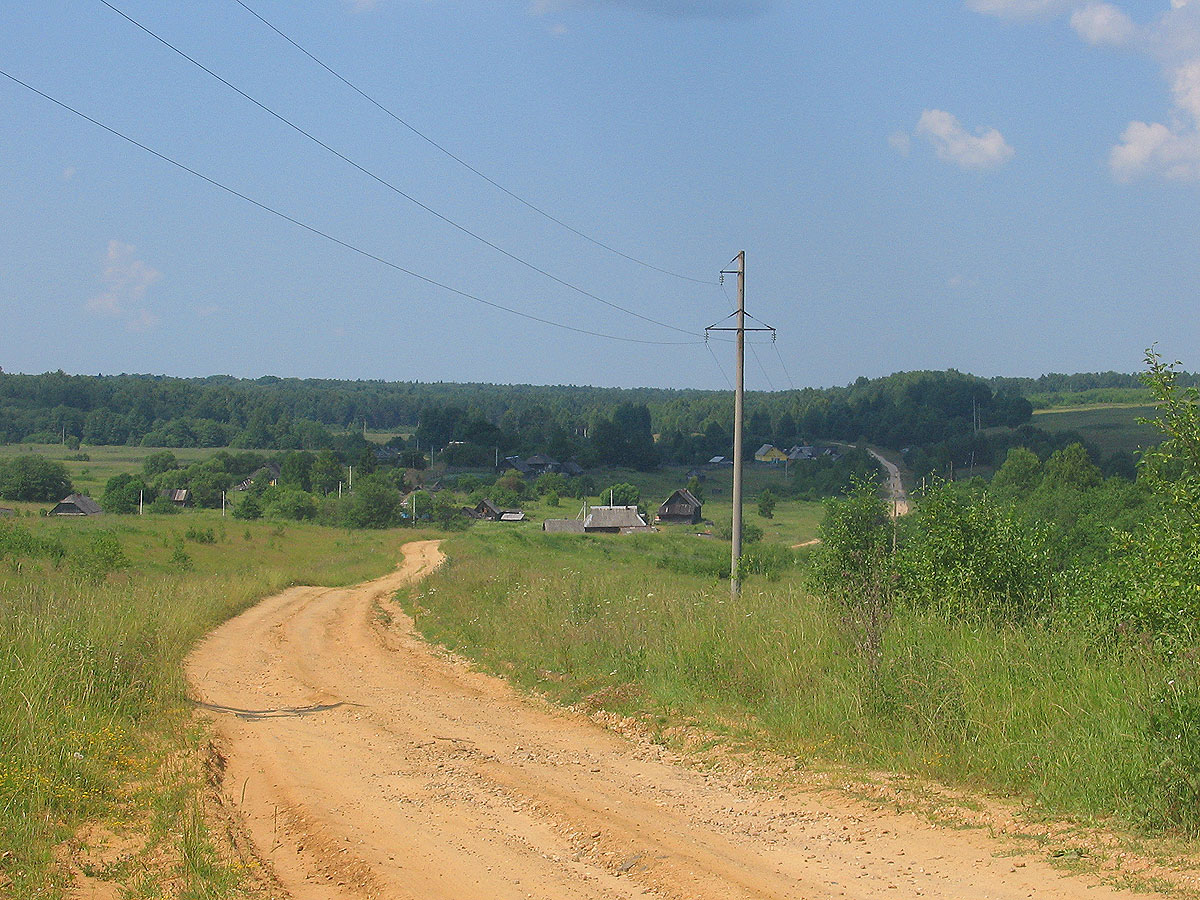
Деревня Жули, где стоял 1297 сп 160-й сд в марте 1943 года

13 марта наступление в западном направлении (Угранский район Смоленской области) продолжается. Части дивизии вышли в район южнее Вязьмы и вплотную подошли к железной дороге Вязьма—Киров. 1297 полк занял Малые и Большие Ермаки, Блохино, Якунино, Волоста, Андроново, Лядцы, Петрово, Михали, Ветки и продолжает движение к Хватову-Заводу. 1295 полк занимает Марфино, Вешки, Согласие, Вороново, Деменино, Ходнево, Курчино, Андрияки и наступает в направлении Бельдюгино—Руднево.
14 марта дивизия занимает Бельдюгино и Годуновку. Дивизия получает приказ прекратить преследование противника. Дивизия на позициях Таганки-Сумбурово-Коптево переходит в оперативное подчинение к 49-й армии, где находилась до 25 марта.

#### Март—июль
16 марта 1293 сп стоит в районе Старого и Нового Левшино, 1295 сп — деревни Васино, 1297 сп — Олешино, Бологово (Угранский район, Смоленская область).
17 марта 1293 сп сосредотачивается в деревне Невесель и Весёлом хуторе, 1295 сп — Старое, Кузьмино, 1297 сп — Кольчугино, Жули.
18 марта Дивизия в резерве Командарма для поддержки 16-й гвардейской стрелковой дивизии. По распоряжению командующего артиллерией 43-й армии 973 ап поступил в распоряжение 16-й дивизии.

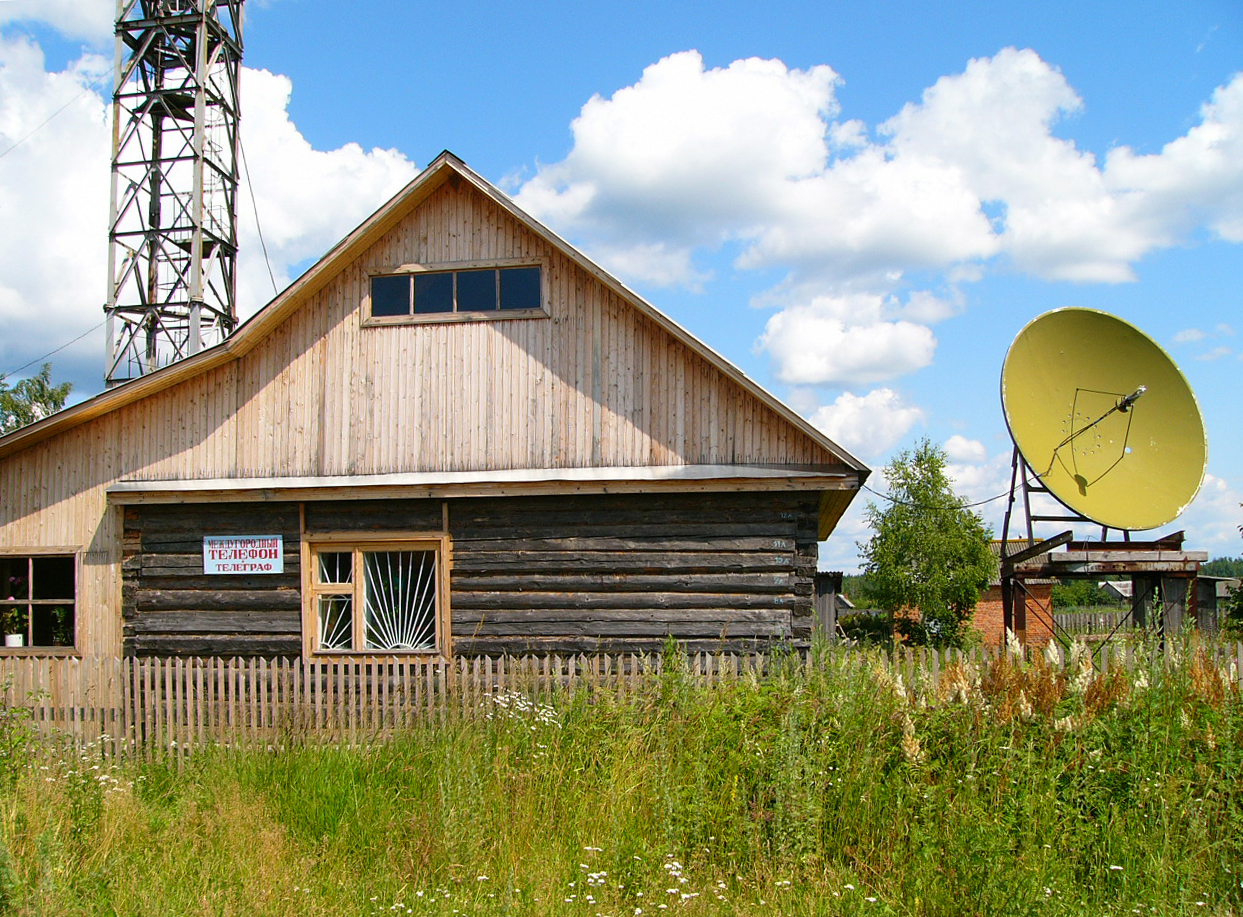
село Всходы

23 марта 1293 и 1295 сп следуют на северо−восток по маршруту Холмишки →Никольское →Асовня → Станы → Всходы → Большевицы → Селище → Баскаково →Мышенка →Тереховка. 1297 сп на марше: Баскаково →Витвиново →Невесель → Весёлый хутор → Щадрино → Дракино → Велишки →Большие Лужки → Малые Лужки → Дворище. 973 ап и 16 гв.сд занимали Буда(Угранский район Смоленской области).
24 марта 1293 сп сосредоточился в районе Богородицкое, 1295 сп в районе Тереховка, 1297 сп — Ильинка-Вербилово.
25 марта части дивизии после ремонта дорог следуют по обратному маршруту, в район Баскаковка — Петуховка — Холмы. Дивизия выходит из подчинения 49-й Армии.
26 марта 1293 сп сосредоточился в Дракино, 1295 сп в Коротыново-Витвиново, 1297 сп — в районе Кольчугино.
28 марта дивизия возвращается в подчинение 33-й Армии, строит землянки и мосты, ремонтирует дороги на прежних позициях.
02 апреля 973 ап возвращается в подчинение 160-й дивизии.
04 апреля части дивизии подготавливают свои рубежи к обороне. 1293 сп — в Дракино, 1295 сп — Куракино, Новое Егоркино, Зажоры; 1297 сп —Манаевка, Любогоща, Щадрино(Угранский район, Смоленская область).
20 апреля упоминается участие дивизии в выселении гражданского населения.
02 июня в расположении 1297 был задержан парашютист в форме младшего сержанта Красной Армии, сброшенный с немецкого самолёта. На месте призмеления были однаружены два парашютных ранца и взрывчатка. Поиски шпионов к успеху не привели, была усилена караульная служба.
13 июня самолёт сбросил 6 бомб на расположение 2-го батальона 1297 сп. Ранен командир батальона и ещё 6 бойцов.
21 июня части дивизии перемещаются на запад и занимают оборону на участке 164 сд (Угранский район, Смоленская область) —Шилово, Высокое, Никольское, Сенное, Раевский, Холмы. С немцами ведётся редкая перестрелка и миномётные налёты.
30 июня убит командир взвода 1297 сп, лейтенант Леонид Васильевич Мусаков.
06 июля В частях и подразделениях дивизии прошли праздничные митинги в честь второй годовщины её формирования. 293 стрелковому полку вручают орден Красного Знамени. Орден вручил член Военного Совета 33-й Армии, генерал-майор, Бабийчук, Роман Павлович.
21 июля полки дивизии попытались перейти в наступление, но дальше проволочного ограждения пройти не смогли из-за сильного ответного огня противника.

#### Смоленская операция

##### Спас-Деменская операция
7 августа после артподготовки части дивизии начали наступление на участке Верховье—Высокое в юго-западном направлении . Противник в составе двух пехотных батальонов и артиллерийского полка 268 пехотной дивизии оказал сильное огневое сопротивление при поддержке авиации. В тот же день 1297 сп овладел Александрово.
09 августа 1295 сп овладел Слузна
11 августа наступление по приказу было остановлено. Большая часть дивизии сосредотачивается в районе деревни Буда для отдыха, пополнения боеприпасов и продовольствия.
15 августа полки выдвинулись на юг, пересекли железную дорогу Спас-Деменск — Ельня и возобновили наступление в районе Кислы (северно-западнее Спас-Деменска).
17 августа 1297 и 1295 сп овладели селом Церковщина (Калужская область, Спас-Деменский район).
18 августа 1297 сп овладел деревней Снопот. Дивизия перешла к обороне.
21 августа в районе Старые Новики был захвачен пленный солдат 260- пехотной дивизии вермахта.
22 августа полки сдали свои участки обороны 70-й стрелковой дивизии и выдвинулись в район Карпово—Речица.

##### Ельнинско-Дорогобужская операция

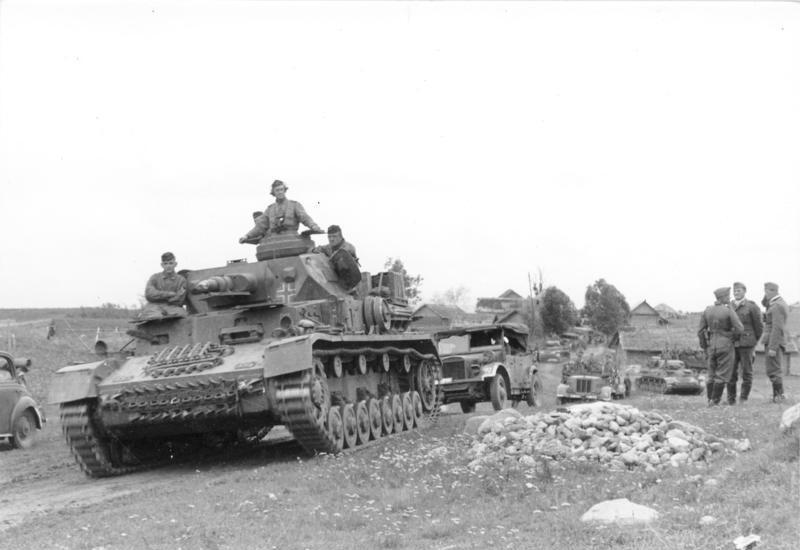
Солдаты 20 танковой дивизии Вермахта (предположительно)

27 августа полки дивизии выдвигаются на рубеж Починок — Обирг и занимают оборону на этих позициях.
28 августа дивизия перешла в наступление. Захвачены пленные 76-го полка 20-й танковой дивизии.
29 августа в результате контратаки противника им были взяты Починок и Алфёрово. Дальнейшее продвижение немцев было остановлено 1293 сп. К вечеру 1293 сп вторично овладел н/п Починок и Алфёрово. 1295 сп занял Кошелево и Лапники. Дивизия продолжила наступление в западном направлении.
02 сентября части дивизии сломили сопротивление противника и заняли пункты: Лежнёвка, Огурцовка, Беспутная, совхоз Буда, Детгярный, Полхово(Рославльский район, Смоленская область).
04 сентября 1293 сп освободил деревню Турбаевка, дивизия продолжала наступление на запад.
06 сентября 1297 сп овладел н/п Борисовка. Дивизия закрепляется на занятых рубежах и переходит к обороне.

##### Смоленско-Рославльская операция
12 сентября 1293 сп выбил гарнизон из деревень Логачёво и Коситчино и занял их.
13 сентября 1293 сп занял Хутора Павловские, Новосельцы и, форсировав Десну, Хутора Быковница (Починковский район Смоленской области).
18 сентября 1293 сп занял Шмаково , 1297 сп — Малышевка (Ельнинский район Смоленской области).
19 сентября 1297 сп овладел деревней Павлово(Починковский район Смоленской области).
21 сентября дивизия освободила Шумаево, Христ, Новина, Расчиновка, Гарбузовка, Казатчин и другие хутора, наступая на запад.
25 сентября дивизия, преследуя отступающего противника, заняла совхоз Мочулы и ближайшие хутора, выйдя к железной дороге Рославль—Смоленск.
26 сентября дивизия освободила 16 населённых пунктов и вышла на рубеж Песочна—Полом.
28 сентября дивизия освободила 11 населённых пунктов и вышла на линию Полулихи—Воровская Буда. Части дивизии вступили на территорию Белорусской ССР и овладели Малая Рубановка и Рубановка (Могилёвская область), предотвратив отправку в Германию 2000 человек гражданского населения.
29 сентября

### 1944 год

#### Люблин-Брестская операция
20 июля перерезает шоссе Кобрин — Малорита и Мокраны — Брест и продвигается к реке Буг.
28 июля 160 дивизия участвует в освобождении Бреста.
31 августа приказом Верховного главнокомандующего дивизии было присвоено наименование «Брестская».

## Подчинение
| Дата            | Фронт (округ)         | Армия         | Корпус (группа) | Примечания |
| --------------- | --------------------- | ------------- | --------------- | ---------- |
| 19.09.1941 года | Резервный фронт       | 24-я армия    | —               | —          |
| 19.09.1941 года | Резервный фронт       | 24-я армия    |                 | —          |
| 25.10.1941      | Западный фронт        | Резерв ставки | —               | —          |
| 06.01.1942      | Западный фронт        | 33 А          | —               | —          |
| 14.03.1943      | Западный фронт        | 49 А          |                 |            |
| 26.03.1943      | Западный фронт        | 33 А          |                 |            |
| 01.05.1944      | 1-й Белорусский фронт | 70 А          | 114 ск          | —          |
| 01.12.1944      | 2-й Белорусский фронт | 70 А          | 114 ск          | —          |

## Состав
- управление;
- 1293, 1295 и 1297 стрелковый полк — 1293 сп, 1295 сп, 1297 сп ;
- 973 артиллерийский полк — 973 ап;
- 697 отдельный зенитный артиллерийский дивизион — 697 озад;
- 697, 472 разведывательные роты — 697, 472 рр;
- 861 отдельный батальон связи — 861 обс;
- 462 отдельный сапёрный батальон;
- 495 медико-санитарный батальон — 495 мсб;
- 334 отдельная рота химзащиты — 334 орх;
- 331 автотранспортная рота — 331 атр;
- 264 полевая хлебопекарня — 264 пх;
- 303 полевая почтовая станция — ППС 303.

Состав дивизии на 6 января 1942 года:
- управление;
- 1293-й, 1295-й и 1297-й стрелковые полки — 1293 сп, 1295 сп, 1297 сп ;
- 973-й артиллерийский полк — 973 ап;
- 861-я отдельная рота связи — 861 орс;
- 462-й отдельный сапёрный батальон — 462 осапп;
- отдельный миномётный дивизион 120-мм миномётов — оминд;
- отдельная зенитная батарея — озенбатр;
- 262-я отдельная рота химической защиты — 262 орхз ;
- 186-я отдельная мотострелковая разведывательная рота — 186 омсрр;
- 194-я отдельная автомобильная рота подвоза — 194 оарп;
- штабная батарея;
- 495-й отдельный медико-санитарный батальон — 495 омедсб.

Состав дивизии на 1 мая 1945 года:
- 1293-й стрелковый полк
- 1295-й стрелковый полк
- 1297-й стрелковый полк
- 973-й артиллерийский полк
- 290-й отдельный истребительно-противотанковый дивизион
- 186-я разведывательная рота
- 462-й отдельный сапёрный батальон
- 547-й отдельный батальон связи (861-й обс, 861-я орс)
- 191-й (495-й) медико-санитарный батальон
- 262-я отдельная рота химической защиты
- 194-я автотранспортная рота
- 149-я полевая хлебопекарня
- 276-й (160-й) дивизионный ветеринарный лазарет
- 1469-я полевая почтовая станция
- 1141-я (149-я) полевая касса Государственного банка СССР

## Командиры дивизии
- Полковник Шундеев, Алексей Иванович (19.09.1941 — 09.10.1941), погиб в бою.
- Орлов, Фёдор Михайлович (26.09.1941 — 29.01.1942), полковник, выбыл по ранению
- Русецкий, Виталий Модестович (30.01.1942 — 08.02.1942), подполковник, взят в плен 27.04.1942 года
- Ревякин, Василий Андреевич (09.02.1942 (с 30.01 -и. о.) — 23.02.1942), генерал-майор.
- Русецкий, Виталий Модестович (24.02.1942 — 10.03.1942), подполковник, взят в плен 27.04.1942 года
- Якимов, Николай Никитович (11.03-23.04.1942) — полковник[102]
- Седулин, Эрнест Жанович (24.04.1942 — 17.02.1943), полковник
- Оборин, Иван Иванович (18.02.1943 — 08.03.1943), гвардии полковник
- Зарако-Зараковский, Болеслав Францевич (09.03.1943 — 05.05.1944), полковник, с 01.09.1943 генерал-майор
- Тимофеев, Николай Сергеевич (06.05.1944 — 24.04.1945), генерал-майор
- Абдуллаев, Юсиф Мирза оглы (25.04.1945 — 06.1945), гвардии полковник[103]

### Командиры полков

#### 1293 полк
- Слиц, Антон Иванович (05.01.1942 — 10.07.1943 г) — Герой Советского Союза, полковник[104], заместитеть командира дивизии по строевой части[105]
- Прокофьев, Георгий Васильевич, майор, убит 20.11.1943, похоронен в Мстиславле[106].

#### 1295 полк
- Оглоблин, Николай Алексеевич, полковник, убит 05[107] или 06 февраля[107][108] (возможно, в марте[109] или апреле[110][111]) 1942 года, в районе деревни Дашковка (или Кошелево) Вяземского района Смоленской области. Похоронен в селе Красное Знаменского района[112] Смоленской области 14 февраля 1942 года[113].
- Смирнов Ксенофонт Андрианович, старший лейтенант, назначен командиром полка после смерти полковника Оглоблина, в бою под деревней Дашковка находясь в передовых рядах бойцов полка увлёк их личным примером и восстановил отрезанный тыл 160-дивизии, в этом бою был тяжело ранен. За бой под деревней Дашковка награждён боевым орденом «КРАСНОЕ ЗНАМЯ», представление подписано Ф. М. Орловым.
- Захаренко, Семён Артёмович, майор, заместитель командира, пропал без вести в марте 1942 года[114]
- Гусев Роман Иванович (1904 г.р. Орловская обл., Новодеревеньковский р-н, д. Дубровка - 27.07.1944), старшина, санитарный инструктор. Ранен в позвоночник 24.07.1944 в боях на рубеже южной части с. Прилуки в Минском районе Минской области Белоруссии.

#### 1297 полк
- Редькин Петр Моисеевич, подполковник. В апреле 1942 года попал в окружение, пленен. Бежал из концлагеря. Продолжал сражаться в партизанском отряде. Занимал должности командира партизанского отряда им. П. К. Пономаренко, заместителя командира партизанской бригады «Народные мстители»[бел.] им. В. Т. Воронянского[115]. С 6 мая 1945 года командир 99 гв. сп 31-й гвардейской стрелковой дивизии[116].

#### 973 артиллерийский полк
- Суворов, Василий Иванович —майор, заместитель командира, пропал без вести в апреле 1942 года[117]
- Горин, Иван Степнович — майор, заместитель командира, убит 03.04.1942[118]
- Голубцов Виктор Григорьевич — майор, помощник по материальному обеспечению, убит 15.04.1942.[119]

## Награды дивизии
- 9 августа 1944 года —  Орден Красного Знамени — награждена указом Президиума Верховного Совета СССР от 9 августа 1944 года за образцовое выполнение заданий командования в боях при прорыве обороны немцев западнее Ковель и проявленные при этом доблесть и мужество[120].
- 31 августа 1944 года — почетное наименование «Брестская» — присвоено приказом Верховного Главнокомандующего от 31 августа 1944 года № 0296 в ознаменование одержанной победы и отличие в боях при освобождении Бреста.

Награды частей дивизии:
- 1293-й стрелковый Брестский[121] Краснознаменный[122] полк
- 1295-й стрелковый Гданьский[123] Краснознаменный[124] полк
- 1297-й стрелковый ордена Кутузова[125]полк
- 973-й артиллерийский Краснознаменный[125] полк
- 462-й отдельный сапёрный Гданьский[123]батальон
- 547-й отдельный ордена Красной Звезды[125] батальон связи

## Герои Советского Союза
- Александров, Михаил Ефимович, ефрейтор, пулемётчик 1293-го стрелкового полка.
- Винник, Юрий Михайлович, капитан, командир батареи 973-го артиллерийского полка.
- Волошин, Николай Фёдорович, старший сержант, помощник командира взвода 1297-го стрелкового полка.
- Газин, Василий Петрович, красноармеец, стрелок 1293-го стрелкового полка.
- Липатов, Николай Дмитриевич, красноармеец, связист 973-го артиллерийского полка.
- Мишенин, Виктор Поликарпович, старшина, командир взвода пешей разведки 1295-го стрелкового полка.

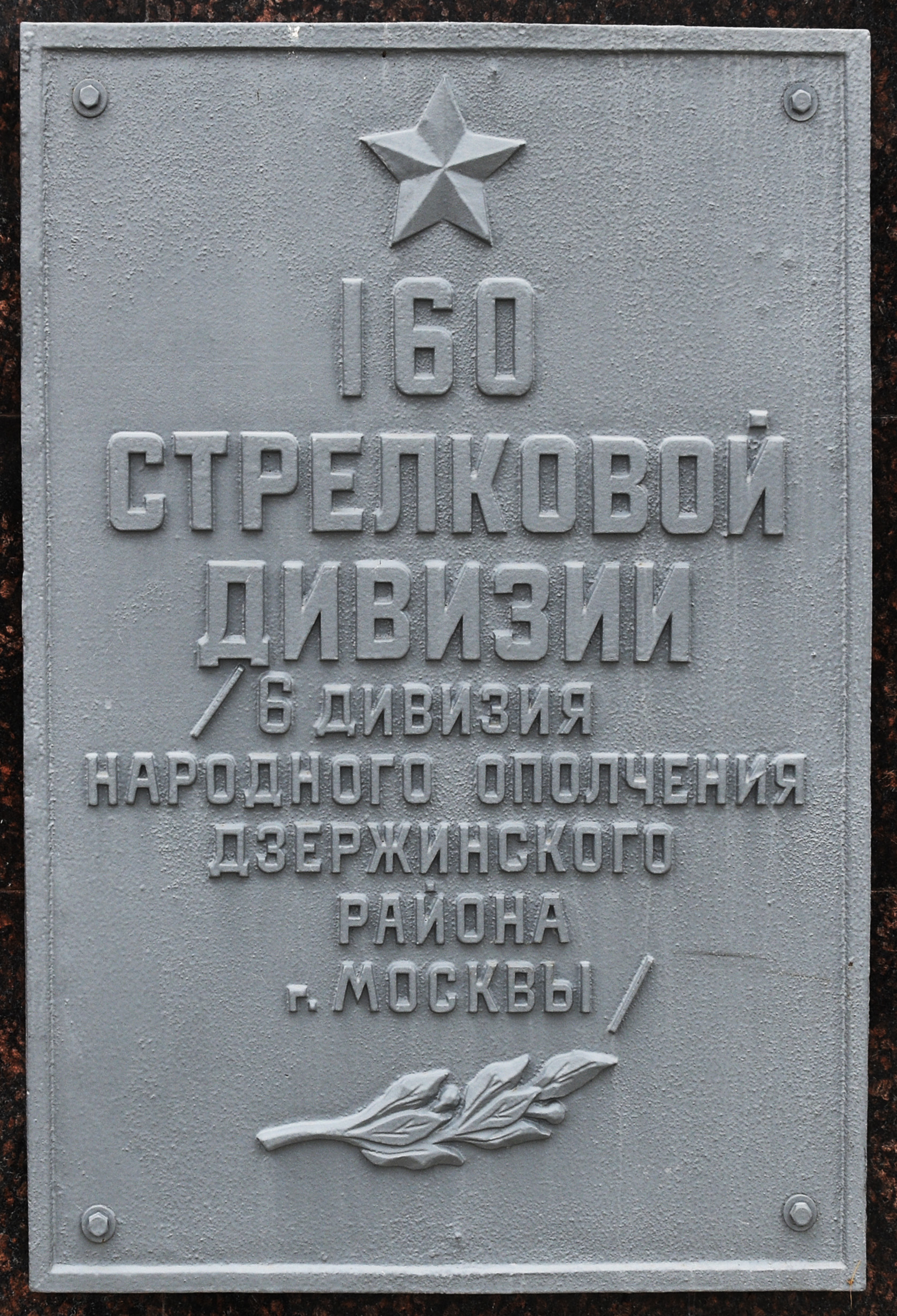

- Скрипников, Георгий Ильич, капитан, командир батальона 1297-го стрелкового полка.

## Кавалеры ордена Славы I,II степени
- Аманов, Владимир Иванович, сержант, командир взвода разведки, 1295 сп
- Скавитин, Александр Павлович, красноармеец, разведчик-наблюдатель 973 ап[126]
- Петренко, Павел Степанович, старший сержант, командир расчёта станкового пулемёта 1295 сп[127]
- Лялькаев, Фёдор Иванович, старший сержант, старший разведчик миномётного батальона 1295 сп[128]
- Романов, Максим Фёдорович, старший сержант, командир миномётного расчёта 1295 сп[129]

## Память
- Музей 160-й Стрелковой Брестской Краснознамённой дивизии (6-й ДНО) в московской школе № 1374.
- Запись на постаменте в сквере Свободы города Брест.

## Освобождённые города
Части дивизии принимали участие в освобождении следующих городов:
- Верея (19 января 1942 года)[130]
- Брест (28 июля 1944 года)[130]